# 作家・如月祥子の事件ルポ
『作家・如月祥子の事件ルポ』（さっか・きさらぎしょうこのじけんルポ）は、テレビ東京系列で水曜21:00 - 22:48の「水曜ミステリー9」枠で2006年2月15日に放送されたテレビドラマ。サブタイトルは「幼子をめぐる黒い疑惑…それぞれの女性から拾った悲しくて痛い心の叫び」。原作は和久峻三で、制作はテレビ東京、BSジャパン、TSPである。

## 主な登場人物
如月祥子
演 - 賀来千香子
ルポライター。表向きは高階の手伝いとなっているが、実は高階の著書の一部は彼女の取材・執筆である。しかし、自分の名前を出す事で仕事が来るのを嫌うためにその事を伏せている。実家は「すきやき・きさらぎ」という店をしている。
如月健太郎
演 - 辰巳琢郎
祥子の夫。小説家を目指すが、上手く行かずに主夫状態である。祥子がノンフィクション作家としてデビューしないのは、彼を気遣っての事である。
平岡公彦
演 - 東貴博
ヒデ子の甥。35歳。勤務先をリストラされ、運転手兼道案内として、祥子の仕事を手伝うことになる。正義感が強いが、駆け引きが苦手など不器用な一面を見せる。
高階ヒデ子
演 - 池内淳子
ノンフィクション作家で、得意なジャンルは未解決事件である。スクープよりも、犯人の生の声、心の叫びを取材･執筆する。祥子が独り立ちしてくれる事を願っている。
井上一也
演 - 塩野魁土
祥子の甥（祥子の妹の子供）。2年前に両親である妹夫婦が事故死し、祥子夫妻が引き取って育てている。夫妻の養子としての申し出に、亡くなった両親が寂しい思いをするからと断っている。
仙田
演 - 左右田一平
創業130年の老舗「すきやき・きさらぎ」専務。祥子を「お嬢様」と呼ぶ。
その他
野川由美子（藤野啓子）、不破万作、田中美奈子（笹原敏子）、今村恵子（藤野綾子）、深沢邦之（藤野隆雄）、鈴木ヒロミツ（鹿島要平）、大門正明（富樫耕造）、水野純一（若杉紘一）、坂俊一（久保達也）、江上真吾、秦由香里（北川紀子）、元井須美子（斉藤昌子）、須田直樹、石井洋、羽田圭子、奥野月琴、上野平貴、星野昌子、古川真司、丸太朗、末広矩行、塚原悠太、悠木千帆

## スタッフ
- プロデューサー - 橋本かおり（テレビ東京）、斎藤頼照、山田大作
- 原作 - 和久峻三『我が子を盗め』
- 脚本 - 扇澤延男
- 撮影 - 小野進
- 照明 - 高橋弘
- VE - 田代浩由紀
- 録音 - 古川裕志
- 助監督 - クボ・ユタカ
- 記録 - 広川貴美子
- 美術 - 松下利秀
- 装飾 - 熊谷昇悟
- 持道具 - 忠内歩
- 衣裳 - 野村明子
- スタイリスト - 鈴木智子（賀来千香子 担当）
- メイク - 山下幸子、清水惇子（賀来千香子 担当）、森崎須磨子（池内淳子 担当）
- 編集 - 小松直人
- EED - 古俣裕之
- MA - 石北秀尚
- 音効 - 引地康文
- 選曲 - 半澤知宏
- 制作主任 - 安藤衣素子
- スチール - 勝村勲
- 番組宣伝 - 國安百合（テレビ東京）
- 音楽協力 - テレビ東京ミュージック
- 撮影協力 - 伊香保温泉観光協会、伊香保町役場、渋川市役所、渋川市消防団、ブックファースト、湯島天満宮、高崎市、高崎市上下水道局、高崎フィルムコミッション、高崎市等広域消防局、高崎市工業団地造成組合、サンライフ高崎、丸三飲料、深谷だるま、観音山霊園
- 衣裳協力 - DURBAN、AOKI
- 監督 - 皆川智之